# Принохори
Принохори, още Аванти или Аванли махала (на гръцки: Πρινοχώρι, катаревуса Πρινοχώριον, Принохорион, до 1927 година Αβαντλήδες, Авантлидес или Αβανλήδες, Аванлидес), е голямо село в Егейска Македония, Гърция, част от дем Полигирос в административна област Централна Македония.

## География
Принохори е планинско село, разположено в центъра на Халкидическия полуостров, южно от Галатища. Има 14 жители според преброяването от 2001 година.

## История
Към 1900 година според статистиката на Васил Кънчов („Македония. Етнография и статистика“) в Аванли Махала живеят 382 жители турци.
В 1912 година, по време на Балканската война, в Аванли влизат гръцки части и след Междусъюзническата война в 1913 година остава в Гърция. В 1922 година турското му население се изселва. В 1927 година е прекръстено на Принохори.